# Сунь Цзядун
Сунь Цзядун (кит. трад. 孫家棟, спр. 孙家栋, піньїнь: Sūn Jiādòng піньінь Sūn Jiādòng, нар. 1929 року) — китайський конструктор космічної техніки.

## Біографія
Сунь Цзядун народився у 1929 році у повіті Фусянь провінції Ляонін (сучасний міський повіт Вафандянь міста субпровінційного значення Далянь). У 1947 році вступив до Харбінського політехнічного інституту, де вивчив російську мову. В 1951 Сунь Цзядун у складі групи китайських студентів був відправлений на навчання в СРСР до Академії імені Жуковського, яку закінчив з відзнакою в 1958 році.
Після повернення в КНР Сунь Цзядун почав працювати в керованому Цянь Сюесенем 5-м НДІ Міністерства оборони, де займався розробкою ракетної зброї. У роки "Культурної революції " став главою китайської програми створення штучних супутників Землі, в результаті якої 24 квітня 1970 року успішно стартувала космічна ракета "Дунфан Хун-1 ". У 1971 році на орбіту був виведений другий китайський супутник — "Шицзянь-1 ". У 1975 році пройшов успішний запуск розробленого під керівництвом Сунь Цзядуна першого китайського космічного апарата, що повертається. В 1984 Китаєм був вперше запущений на геостаціонарну орбіту супутник зв'язку, також розроблений Сунь Цзядуном. В 1999 Сунь Цзядун був нагороджений медаллю «За ядерну зброю, ракетну зброю і штучні супутники Землі».
У 2003 році Сунь Цзядун очолив китайську програму освоєння Місяця.
2009 року Сунь Цзядун був удостоєний «Вищої нагороди КНР за успіхи в науково-технічній галузі».
В даний час Сунь Цзядун є головним розробником китайської супутникової навігаційної системи "Бейдоу ".